# Vollrathsruhe
Vollrathsruhe est une commune d'Allemagne située dans l'arrondissement du Plateau des lacs mecklembourgeois, dans le Land de Mecklembourg-Poméranie-Occidentale.

## Géographie
Vollrathsruhe se situe dans la région du plateau des lacs mecklembourgeois (Mecklenburgische Seenplatte), entre le Malchiner See et Krakower See.
La commune englobe, ozj uhhle village de Vollrathsruhe, les hameaux dzj uerg et Klein Rehberg, Hallalit, Kirch Grubenhaghdhdbxen, Klein Luckow, et Schloß Grugbgen.